# Red compleja
En el contexto de la ciencia de redes, una red compleja  se refiere a una red (modelada como grafo) que posee ciertas propiedades estadísticas y topológicas no triviales que no ocurren en redes simples; p.e., distribuciones de grado que siguen leyes de potencia, estructuras jerárquicas, estructuras comunitarias, longitud entre cualesquiera dos entes del sistema corto, o alta cohesividad local (medida a través del coeficiente de agrupamiento). Ejemplo de redes con tales características en la naturaleza son las redes sociales, las redes neuronales, las redes de tráfico aéreo y las redes tróficas, entre muchas otras.

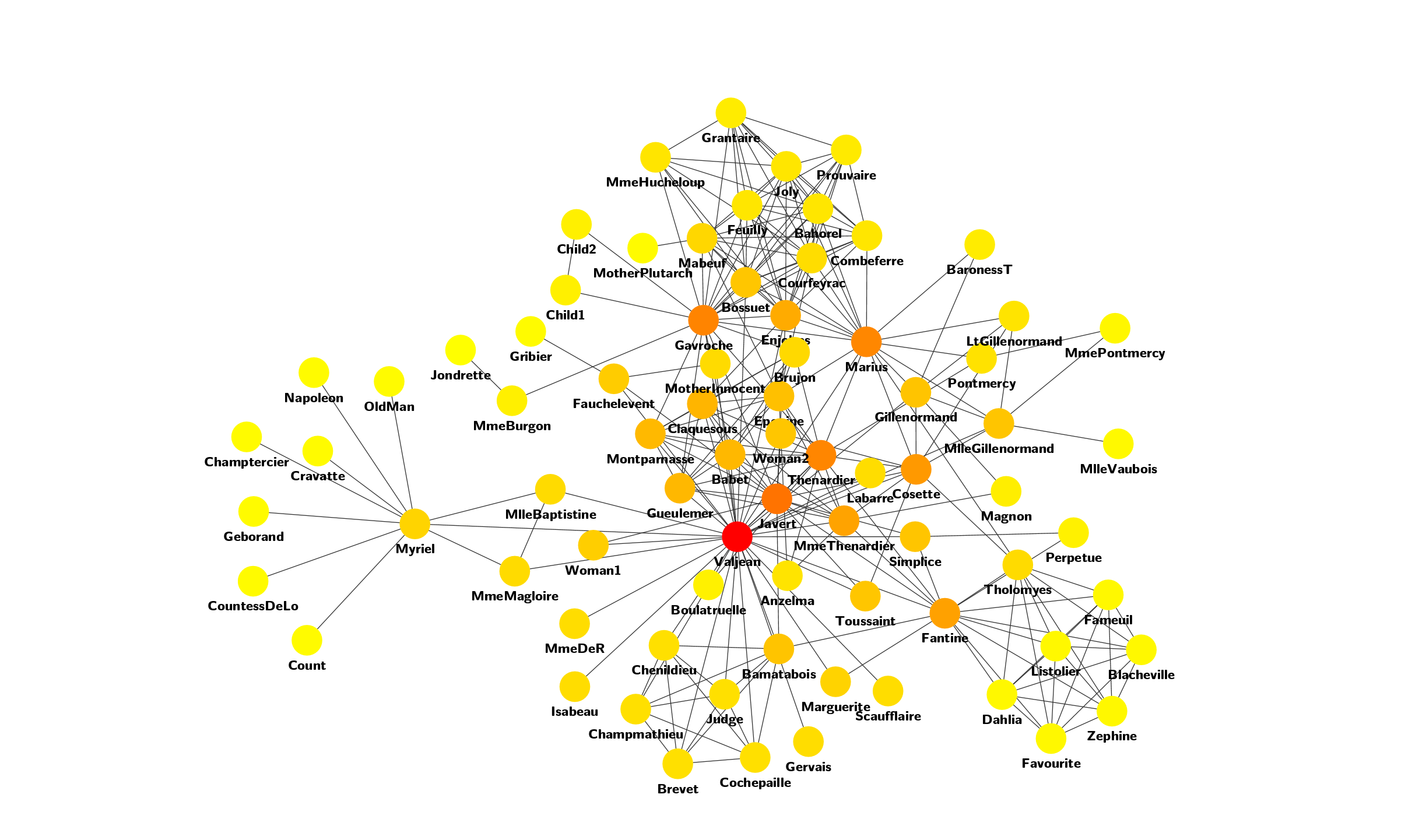
Red de co-aparición de los personajes de la novela Les Miserables de Victor Hugo

## Definición matemática de red
Una red o grafo {\displaystyle R=({\mathcal {N}},{\mathcal {E}})} se define por un conjunto {\displaystyle {\mathcal {N}}={\mathcal {N}}(R)} de elementos llamados nodos o vértices y otro conjunto, {\displaystyle {\mathcal {E}}={\mathcal {E}}(R)\subset {\mathcal {N}}\times {\mathcal {N}}} de elementos denominados enlaces o aristas. Cada enlace corresponde a un par no-ordenado {\displaystyle \{i,j\}} de nodos. Si consideramos los enlaces como pares ordenados, diremos que {\displaystyle R} es una red dirigida o grafo dirigido. Si cada enlace {\displaystyle \{i,j\}} tiene asignado un valor numérico {\displaystyle w_{ij}}, diremos que la red es ponderada y el valor {\displaystyle w_{ij}} será llamado peso o ponderación del enlace {\displaystyle \{i,j\}}. 

### Conceptos básicos en redes
Dos nodos {\displaystyle i,j} de una red se dicen adyacentes si estos están conectados por un enlace. Se dirá que un enlace es incidente en un nodo {\displaystyle i} si dicho enlace es de la forma {\displaystyle \{i,j\}} para algún {\displaystyle j} en {\displaystyle {\mathcal {N}}(R)}. El vecindario de {\displaystyle i}, generalmente denotado por {\displaystyle V(i)}, se define como el conjunto de los {\displaystyle j\in {\mathcal {N}}(R)} tales que {\displaystyle \{i,j\}\in {\mathcal {E}}(R)}. El conjunto {\displaystyle V^{+}(i)=V(i)\cup \{i\}} será llamado vecindario inclusivo de {\displaystyle i}.

#### Definición de subred
Si {\displaystyle {\mathcal {N}}'\subseteq {\mathcal {N}}} y {\displaystyle {\mathcal {E}}'\subseteq {\mathcal {N}}'\times {\mathcal {N}}'} tal que {\displaystyle {\mathcal {E}}'\subseteq {\mathcal {E}}}, se dice que el par {\displaystyle R'=({\mathcal {N}}',{\mathcal {E}}')} es una subred (o subgrafo) de {\displaystyle R=({\mathcal {N}},{\mathcal {E}})}. Si {\displaystyle {\mathcal {E}}'=({\mathcal {N}}'\times {\mathcal {N}}')\cap {\mathcal {E}}} diremos que {\displaystyle R'} es la sub-red inducida por {\displaystyle {\mathcal {N}}'}. 

#### k-Clique o k- red completa
Un {\displaystyle k-}{clique} (o {\displaystyle k-}{red completa}), denotada por {\displaystyle K_{n}}, es una red en la que todo par de nodos {\displaystyle i,j\in {\mathcal {N}}(K_{n})} esta conectado por un enlace en {\displaystyle {\mathcal {E}}(K_{n})}. Un clique {\displaystyle C\subseteq R} se dice maximal si no puede agregarse otro nodo a {\displaystyle R} sin que este deje de ser un clique en {\displaystyle R}.

#### Redes bipartitas

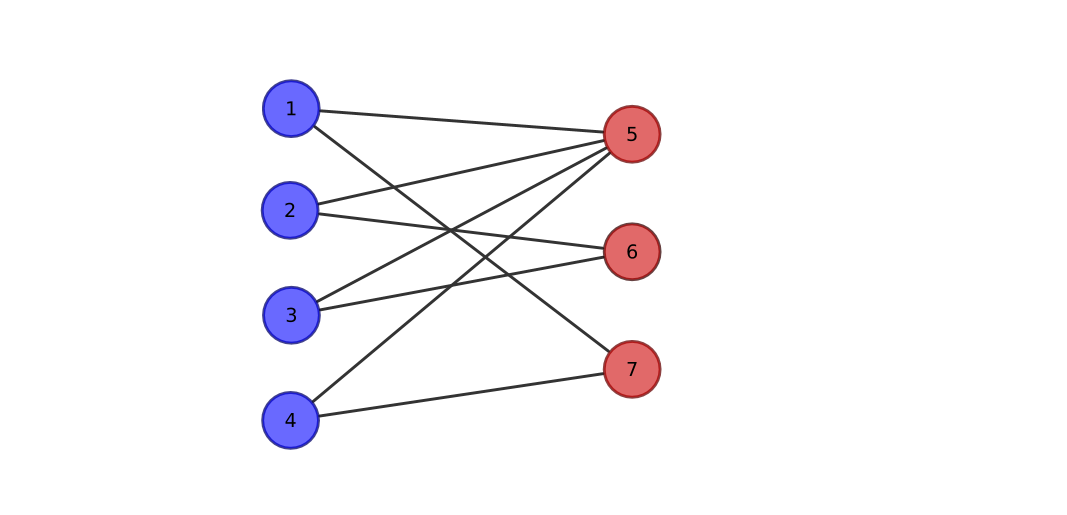
Red Bipartita. Los colores rojo y azul simbolizan las dos clases nodales. Obsérvese que no hay enlaces entre nodos de un mismo color.

Básicamente, en este tipo de redes el conjunto de nodos {\displaystyle {\mathcal {N}}} puede escribirse como la unión disjunta de dos conjuntos {\displaystyle {\mathcal {N}}_{1}} y {\displaystyle {\mathcal {N}}_{2}} de manera que en la red no hay enlaces de la forma {\displaystyle \{i,j\}\in {\mathcal {E}}} con {\displaystyle i\in {\mathcal {N}}_{1}} y {\displaystyle j\in {\mathcal {N}}_{2}}. En la figura puede verse un ejemplo de este tipo de redes.

#### Matriz de adyacencia
La matriz de adyacencia {\displaystyle A} de una red {\displaystyle R} es una matriz de {\displaystyle n\times n} tal que
{\displaystyle A_{ij}=\left\{{\begin{array}{c l}1&{\text{ si }}\{i,j\}\in {\mathcal {E}}(R)\\0&{\text{ en caso contrario.}}\end{array}}\right.}
Esta matriz nos permite representar de manera algebraica la estructura de red.